# Muricella umbraticoides
Muricella umbraticoides är en korallart som först beskrevs av Studer 1878.  Muricella umbraticoides ingår i släktet Muricella och familjen Acanthogorgiidae. Inga underarter finns listade i Catalogue of Life.